# Equalizzatore di fase reticolare

Topologia di un filtro reticolare

Un equalizzatore di fase reticolare o filtro reticolare è un esempio di filtro passa-tutto. In pratica, l'attenuazione del filtro è costante a tutte le frequenze ma la phase relativa tra ingresso e uscita varia con la frequenza. La topologia dei filtri reticolari ha la proprietà particolare di essere una rete a resistenza costante e per questo motivo viene utilizzato spesso in combinazione con altri filtri a resistenza costante come gli equalizzatori con ponte a T. La topologia di un filtro reticolare, chiamata anche sezione a X, è identica alla topologia a ponte. L'equalizzatore di fase reticolare fu inventato da Otto Zobel. utilizzando una topologia di filtro proposta da George Campbell.

## Caratteristiche
L'impedenza caratteristica di questa struttura è data da:
{\displaystyle Z_{o}^{2}=ZZ'}
e la funzione di trasferimento è data da:
{\displaystyle H(\omega )={\frac {Z_{o}-Z}{Z_{o}+Z}}}

## Applicazioni
Il filtro reticolare ha un'importante applicazione sulle linee usate dalle emittenti di segnali audio stereofonici. La distorsione di fase su una linea monofonica non ha un grave effetto sulla qualità del suono a meno che non sia molto grande. Lo stesso vale per la distorsione di fase assoluta su ogni percorso (canale destro e canale sinistro) di una coppia di linee stereo. Tuttavia, la fase differenziale tra i percorsi ha un effetto molto drammatico sull'immagine stereo. Ciò accade perché la formazione dell'immagine stereo nel cervello si basa sulle informazioni sulla differenza di fase dalle due orecchie. Una differenza di fase si traduce in un ritardo, che a sua volta può essere interpretato come una direzione da cui il suono proviene. Di conseguenza,  le linee di telefonia fissa utilizzate dalle emittenti per trasmissioni stereo vengono equalizzate per specifiche di fase differenziale molto strette.
Un'altra proprietà del filtro reticolare è che esso corrisponde a una topologia intrinsecamente bilanciata. Questo è utile quando viene utilizzato con linee di telefonia fissa che inevitabilmente usano un formato bilanciato. Molti altri tipi di sezione filtro sono intrinsecamente sbilanciati e devono essere trasformati in un'implementazione bilanciata in queste applicazioni, il che aumenta il numero di componenti. Ciò non è richiesto nel caso di filtri reticolari.

## Progettazione

Un filtro reticolare prototipo che lascia passare le basse frequenze senza sfasamento

Il requisito essenziale per un filtro reticolare è che, per essere a resistenza costante, l'elemento reticolare del filtro deve essere il duale dell'elemento in serie rispetto all'impedenza caratteristica. In pratica,
{\displaystyle {\frac {Z}{R_{0}}}={\frac {R_{0}}{Z'}}}
Una tale rete, quando terminata in R0, avrà una resistenza d'ingresso di R0 a tutte le frequenze. Sel'impedenza Z è puramente reattiva per cui Z = iX allora lo sfasamento, φ, inserito dal filtro è dato da:
{\displaystyle \tan {\frac {\varphi }{2}}=-{\frac {X}{R_{0}}}}
Il filtro reticolare prototipo mostrato qui lascia passare le basse frequenze senza modifiche ma sfasa le alte frequenze. In pratica, esso rappresenta una correzione di fase per la parte alta della banda. A basse frequenze lo sfasamento è 0° ma al crescere della frequenza lo sfasamento tende a 180°. Qualitativamente, si può vedere che ciò avviene perché possiamo sostituire gli induttori con dei circuiti aperti e i condensatori con dei cortocircuiti, che è ciò che essi diventano ad alta frequenza. Ad alta frequenza il filtro reticolare è una rete incrociata e produrrà uno sfasamento di 180°. Uno sfasamento di 180° è lo stesso di un'inversione nel dominio delle frequenze, ma rappresenta un ritardo nel dominio del tempo. Ad una frequenza angolare di ω = 1 rad/s lo sfasamento è pari esattamente a 90° e questo è il punto medio della funzione di trasferimento del filtro.

### Sezione in fase a basse frequenze

Filtro reticolare trasformato dal prototipo per operare con un punto medio di 10 kHz e terminazioni da 600Ω

La sezione prototipo può essere scalata e trasformata per frequenza, impedenza e forma di banda desirate, applicando le usuali trasformazioni di un filtro prototipo. Un filtro che è in fase a basse frequenze (cioè che opera correzioni di fase ad alte frequenze) può essere ottenuto dal prototipo con semplici fattori di scala.
La risposta di fase di un filtro scalato è data da:
{\displaystyle \tan {\frac {\varphi }{2}}=-{\frac {\omega }{\omega _{m}}}}
dove ωm è la frequenza corrispondente al punto medio ed è data da:
{\displaystyle \omega _{m}={\frac {1}{\sqrt {LC}}}}

### Sezione in fase ad alte frequenze

Filtro reticolare per correzione di fase nella parte bassa della banda

Dimostrazione che una sezione in fase a basse frequenze in cascata con una sezione incrociata è equivalente ad una sezione in fase ad alte frequenze

Un filtro che è in fase ad alte frequenze (cioè un filtro per operare correzioni di fase a basse frequenze) può essere ottenuto applicando la trasformazione passa-alto al filtro prototipo. Tuttavia, si può vedere che a causa della topologia reticolare ciò è equivalente anche ad operare un incrocio all'uscita della corrispondente sezione in fase a basse frequenze. Questo secondo metodo, non solo può essere utile per rendere i calcoli più facili, ma è anche una proprietà utile dove le linee vengono equalizzate su una base temporanea, per esempio durante le trasmissioni in esterna. Per il lavoro temporaneo, è auspicabile mantenere al minimo il numero di diversi tipi di sezioni da dover regolare e l'essere in grado utilizzare la stessa sezione per la correzione di fase sia ad alte frequenze che a basse frequenze rappresenta un netto vantaggio.

### Sezione per equalizzaare una banda

Filtro reticolare per la correzione di fase di una banda limitata

Un filtro che opera una correzione di fase su una banda limitata di frequenze (cioè, un filtro che è in fase ovunque eccetto che nella banda che viene corretta) può essere ottenuto applicando la trasformazione elimina-banda al filtro prototipo. Ciò si traduce in elementi risonanti che appaiono nella rete del filtro.
Una visione alternativa, e forse più accurata, della risposta di questo filtro è descriverla come un cambiamento di fase che varia da 0° a 360° al crescere della frequenza. A 360° di sfasamento, ovviamente, l'ingresso e l'uscita sono tornati in fase tra loro.

## Compensazione di resistenze

Un filtro reticolare con compensazione per la resistenza dei suoi induttori ed il suo circuito equivalente

Con i componenti ideali non è necessario utilizzare resistori nella progettazione di filtri reticolari. Tuttavia, considerazioni pratiche sulle proprietà dei componenti reali portano ad incorporare anche resistori. Le sezioni progettate per equalizzare basse frequenze audio avranno induttori più grandi con un elevato numero di spire. Ciò comporta che ci sia una significativa resistenza nei rami induttivi del filtro, che a sua volta causa un'attenuazione alle basse frequenze.
Nello schema in esempio, i resistori posizionati in serie con i condensatori, R1, vengono resi uguali alla resistenza parassita indesiderata presente negli induttori. Ciò garantisce che l'attenuazione alle alte frequenze sia la stessa di quella alle basse frequenze e riporta il filtro ad avere una risposta piatta. Lo scopo dei resistori in shunt, R2, è riportare l'impedenza immagine del filtro al progetto originale R0. Il filtro risultante è l'equivalente di un attenuatore a box formato dai resistori R1 e dai resistori R2 connessi in cascata con un filtro reticolare ideale, come mostrato nello schema.

## Topologia sbilanciata

L'equalizzatore di fase reticolare non può essere trasformato direttamente nella topologia con sezione a T senza introdurre componenti attivi. Tuttavia, se vengono introdotti trasformatori ideali una sezione a T è possibile. Si può ottenere convenientemente l'azione di un trasformatore nella sezione a T in fase a basse frequenze avvolgendo entrambi gli induttori su un nucleo comune. La risposta di questa sezione è identica a quella del reticolo originale, tuttavia l'ingresso non è più a resistenza costante. Questo circuito venne utilizzato per la prima volta da George Washington Pierce che aveva bisogno di una linea di ritardo come parte del sonar migliorato che egli stesso sviluppò tra le due guerre mondiali.  Pierce utilizzò una cascata di queste sezioni per fornire il ritardo richiesto. Il circuito può essere considerato un filtro m-derivato passa-basso con m>1 che pone lo zero di trasmissione sull'asse jω del piano delle frequenze complesse. Sono possibili altre trasformazioni sbilanciate che utilizzano trasformatori ideali, una di queste è mostrato a destra.